# Affelderchen und Rettichbruch von Klein-Welzheim
Das Naturschutzgebiet Affelderchen und Rettichbruch von Klein-Welzheim (NSG-Kennung 1438007) liegt im hessischen Landkreis Offenbach. Es umfasst einen rund 51,23 Hektar großen Waldbestand, welcher sich im Stadtgebiet von Seligenstadt befindet.

## Gebietsbeschreibung

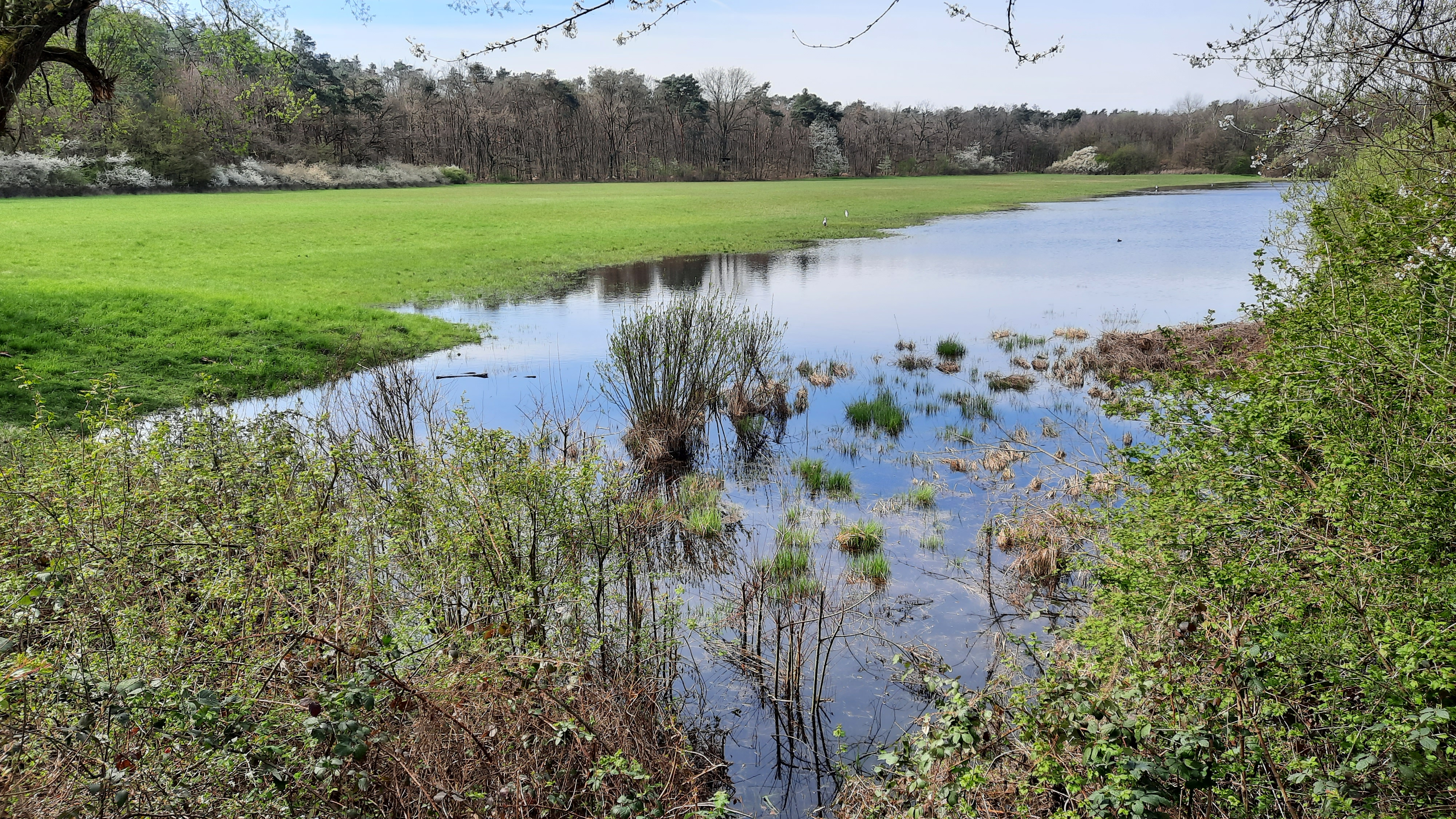
Seit Ende 2021 haben Biber den Wasserstand um mehr als einen Meter angestaut. Am Affelderchen ist ein See entstanden.

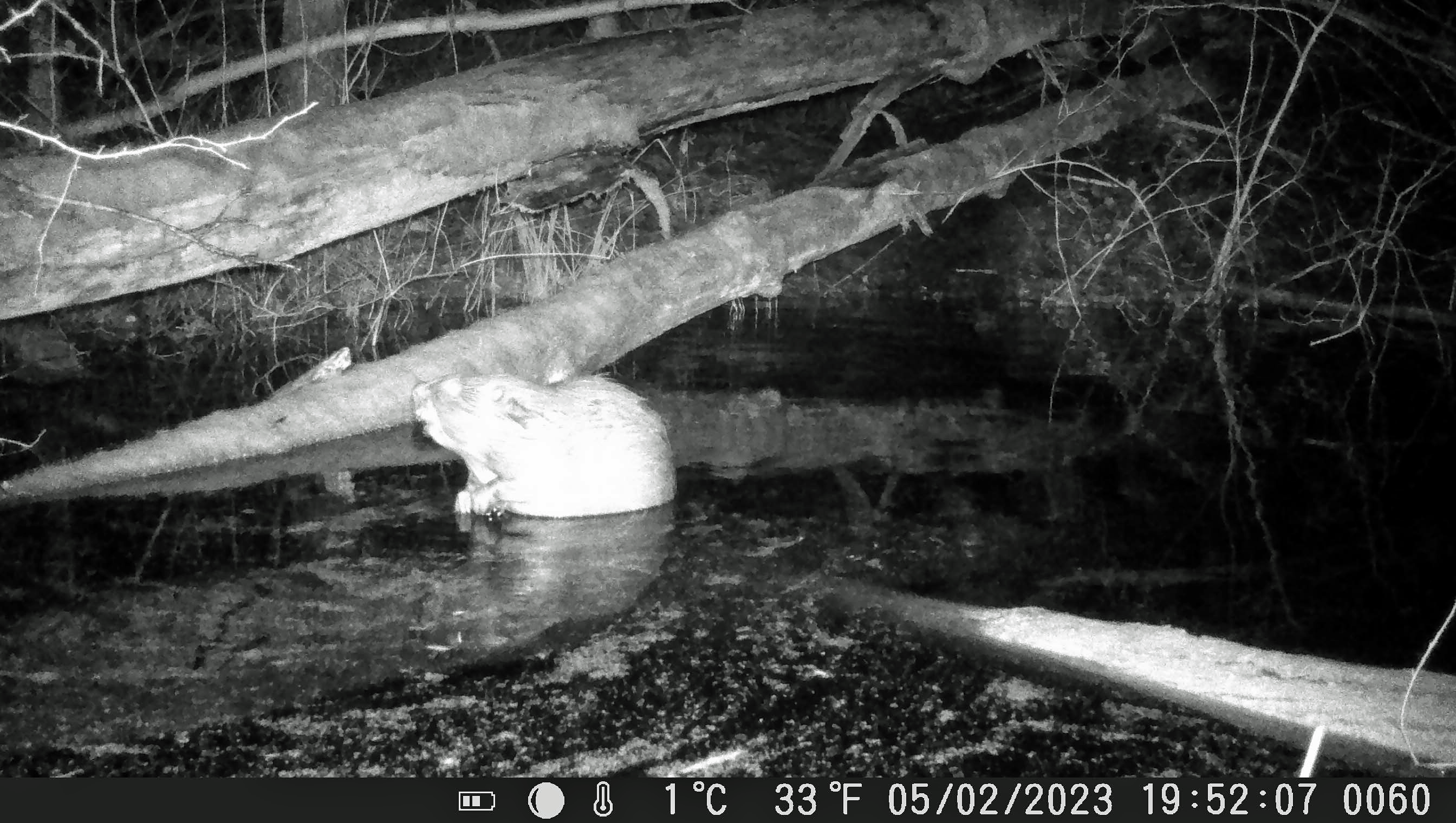
Biber im Rettichbruch 2023

Das Naturschutzgebiet liegt zwischen dem Seligenstädter Stadtteil Klein-Welzheim im Norden und der Landesstraße L 2310 im Süden im Naturraum Seligenstädter Senke. Verschiedene Orchideenarten (Dactylorhiza- und Epipactis-Arten), Fieberklee (Menyanthes trifoliata), Sumpf- und Wiesen-Schwertlilie (Iris pseudacorus und Iris sibirica) und Sumpffarn (Thelypteris palustris) können als floristische Besonderheiten genannt werden. Die artenreichen Wiesen werden durch ein angepasstes Mähkonzept zur optimalen Jahreszeit gepflegt. Dadurch haben sich in den letzten Jahren die Pflanzenbestände positiv entwickelt. Im Affelderchen brüten unter anderem Neuntöter und Teichrohrsänger, der Kuckuck tritt als Brutparasit auf. Der Pirol ist regelmäßiger Brutvogel im Rettichbruch. Vereinzelt lassen sich im Rettichbruch auch noch Waldschnepfen beobachten. Seit mindestens 2015 breitet sich zunehmend auch der Waschbär in dem wasserreichen Naturschutzgebiet und der Umgebung als Neozoon aus, was auch anhand der zunehmenden Wildunfälle mit den Kleinbären entlang der L 2310 belegbar ist. Im Winter 2021/2022 hat sich mindestens ein Biber im Rettichbruch angesiedelt und den Abfluss des Affelderchenbaches mit einem Damm aufgestaut. Diese Veränderung hat auch die Ansiedlung einiger Nutrias im Rettichbruch mit sich gebracht. Der Wasserstand im Naturschutzgebiet ist inzwischen mehr als einen Meter angestiegen. Die ehemals feuchte Senke im Affelderchen hat sich im Winter 2022/23 in einen See verwandelt, der Enten, Teichhühnern, Störchen und Reihern einen reich gedeckten Tisch bietet.

## Schutzzweck
Schutzzweck ist laut Verordnung vom 25. Februar 1983 die Erhaltung und Entwicklung des Naturschutzgebietes als eines Standortes für eine Vielfalt in Hessen und in der Bundesrepublik Deutschland bestandsgefährdeter Pflanzenarten, sowie eines Brut- und Nahrungsbiotops für mehrere ebenso bestandsgefährdete Vogelarten und die Erhaltung und Entwicklung eines landschaftsbestimmenden und landschaftsgliedernden Elements in der Untermainebene.

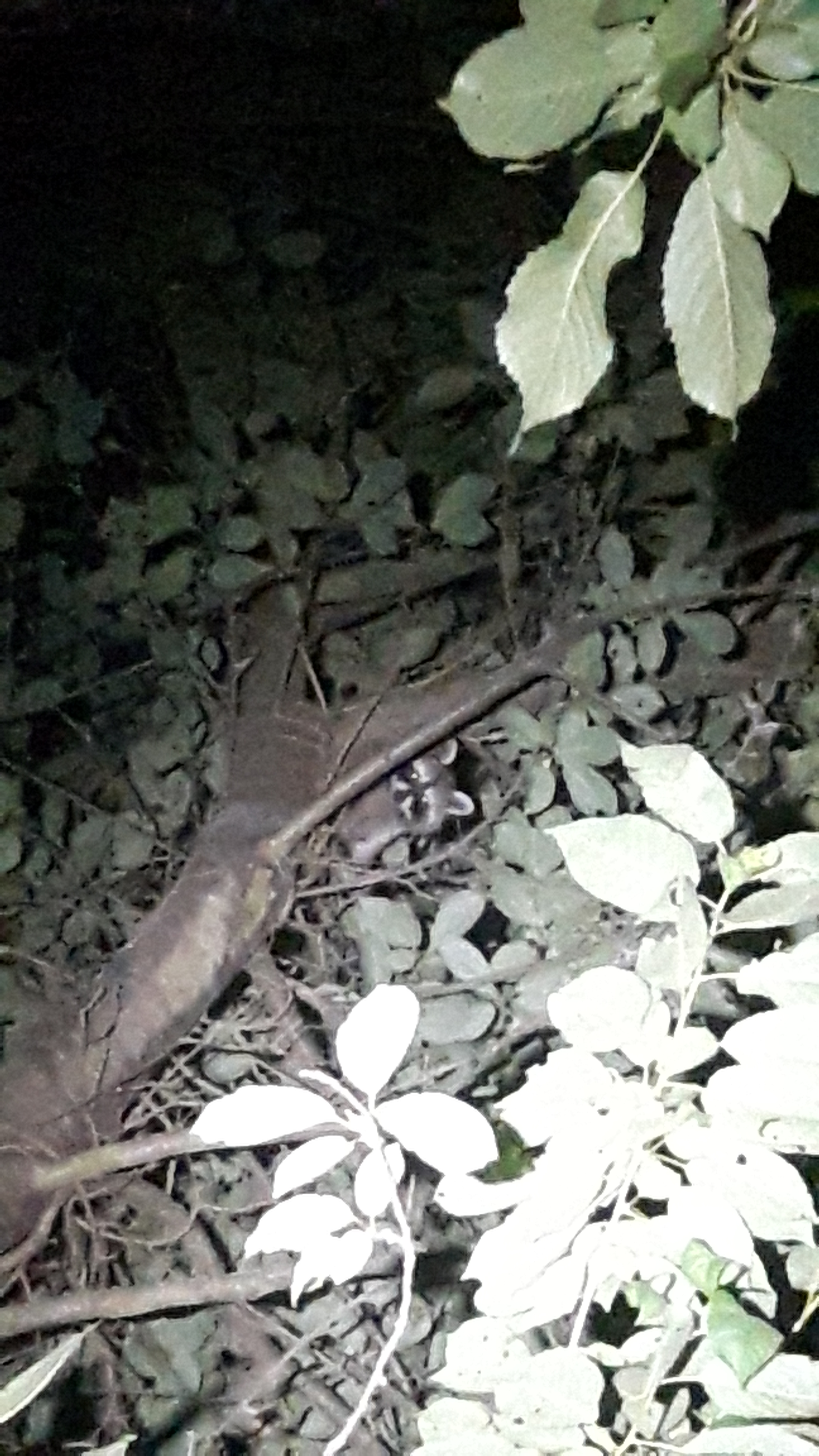
Waschbär am Affelderchen